# Оріматтіла
О́ріматтіла (фін. Orimattila)  — місто в провінції Пяйят-Хяме, Фінляндія.
Населення  — 16 305 осіб (2014), площа  — 814,21 км², водяне дзеркало  — 28,87 км², щільність населення  — 20,76 осіб/км².

## Відомі люди
- Міка Каурісмякі  — кінорежисер.
- Акі Каурісмякі  — кінорежисер.